# 白银纳鄂伦春族乡
白银纳鄂伦春族乡是中华人民共和国黑龙江省大兴安岭地区呼玛县下辖的一个民族乡。

## 行政区划
白银纳鄂伦春族乡下辖以下村级行政区划单位：
白银纳村、更新村、玻璃沟村、新村、新河村和红光村。